# Judo under sommer-OL 2016 – 81 kg (herrer)
Mændenes 81 kg konkurrence i judo under sommer-OL 2016 i Rio de Janeiro blev afholdt d. 9. august 2016 på Carioca Arena 2.